# Club Brugge in het seizoen 2008/09
Hieronder vindt men de statistieken, de wedstrijden, de ploegsamenstellingen en de transfers van Club Brugge in het seizoen 2008/2009.

## Behaalde eindresultaat
- In de Jupiler League eindigde Club Brugge het seizoen op de derde plaats met 59 punten, 18 minder dan Standard, dat kampioen werd, en RSC Anderlecht. Club won 18 wedstrijden, verloor er 11 en speelde 5 keer gelijk. Het scoorde 59 doelpunten en kreeg er 50 tegen. Elke competitiewedstrijd werd bijgewoond door gemiddeld 26.085 toeschouwers.
- In de 1/16e finale van de Beker van België won Club Brugge met 1-0 van SK Beveren. In de 1/8e finale werd Club door KSV Roeselare uitgeschakeld na een 0-1-nederlaag.
- In de eerste ronde van de UEFA Cup lootte Club Brugge Young Boys Bern als tegenstander. De heenwedstrijd in Bern eindigde op een 2-2-gelijkspel, de terugwedstrijd won Club met 2-0, waardoor het zich plaatste voor de groepsfase. Hier lootte Club Brugge Rosenborg BK, AS Saint-Étienne, Valencia CF en FC Kopenhagen als tegenstanders. De uitwedstrijd tegen Rosenborg eindigde op een 0-0-gelijkspel en zowel thuis tegen Saint-Étienne als uit tegen Valencia speelde Club 1-1 gelijk. Door de 0-1-nederlaag thuis tegen Kopenhagen, kon Club niet doorstoten naar de volgende ronde.

## Spelers A-kern
| Rugnummer | Naam                    | Positie      | Nationaliteit    | Wedstrijden                 | Wedstrijden                   | Wedstrijden                | Wedstrijden |
| Rugnummer | Naam                    | Positie      | Nationaliteit    | Jupiler League (doelpunten) | Beker van België (doelpunten) | Europa League (doelpunten) |             |
| --------- | ----------------------- | ------------ | ---------------- | --------------------------- | ----------------------------- | -------------------------- | ----------- |
| 1         | Stijn Stijnen 2         | Doelman      | België           | 31 (0)                      | 1 (0)                         | 6 (0)                      |             |
| 2         | Laurent Ciman           | Verdediger   | België           | 16 (0)                      | 1 (0)                         | 5 (0)                      |             |
| 3         | Jared Jeffrey           | Middenvelder | Verenigde Staten | 0 (0)                       | 0 (0)                         | 0 (0)                      |             |
| 4         | Bernt Evens             | Verdediger   | België           | 18 (0)                      | 2 (0)                         | 3 (0)                      |             |
| 5         | Michael Klukowski       | Verdediger   | Canada           | 24 (0)                      | 2 (0)                         | 6 (0)                      |             |
| 6         | Philippe Clement        | Verdediger   | België           | 22 (3)                      | 1 (1)                         | 5 (1)                      |             |
| 7         | Koen Daerden            | Middenvelder | België           | 15 (2)                      | 1 (0)                         | 3 (0)                      |             |
| 8         | Nabil Dirar             | Middenvelder | Marokko          | 33 (3)                      | 1 (0)                         | 6 (0)                      |             |
| 10        | Wesley Sonck            | Aanvaller    | België           | 28 (14)                     | 1 (0)                         | 6 (2)                      |             |
| 11        | Jonathan Blondel        | Middenvelder | België           | 16 (0)                      | 0 (0)                         | 2 (0)                      |             |
| 13        | Geert De Vlieger        | Doelman      | België           | 4 (0)                       | 1 (0)                         | 0 (0)                      |             |
| 14        | Jeroen Simaeys          | Verdediger   | België           | 31 (5)                      | 1 (0)                         | 4 (0)                      |             |
| 15        | Joseph Akpala           | Aanvaller    | Nigeria          | 32 (15)                     | 1 (0)                         | 5 (1)                      |             |
| 16        | Elrio van Heerden       | Middenvelder | Zuid-Afrika      | 17 (0)                      | 1 (0)                         | 1 (0)                      |             |
| 17        | Robbe Van Ruyskensvelde | Middenvelder | België           | 0 (0)                       | 0 (0)                         | 0 (0)                      |             |
| 19        | Daniël Chavez           | Aanvaller    | Peru             | 16 (4)                      | 2 (0)                         | 3 (0)                      |             |
| 20        | Ronald Vargas           | Middenvelder | Venezuela        | 22 (3)                      | 2 (0)                         | 6 (1)                      |             |
| 21        | Jorn Vermeulen          | Verdediger   | België           | 4 (0)                       | 0 (0)                         | 0 (0)                      |             |
| 22        | Karel Geraerts          | Middenvelder | België           | 24 (1)                      | 1 (0)                         | 6 (0)                      |             |
| 24        | Marc-André Kruska       | Middenvelder | Duitsland        | 15 (0)                      | 0 (0)                         | 0 (0)                      |             |
| 26        | Yves Lenaerts           | Doelman      | België           | 0 (0)                       | 0 (0)                         | 0 (0)                      |             |
| 27        | Roy Meeus               | Middenvelder | België           | 1 (0)                       | 0 (0)                         | 0 (0)                      |             |
| 28        | Brecht Capon            | Aanvaller    | België           | 11 (0)                      | 2 (0)                         | 0 (0)                      |             |
| 29        | Gertjan De Mets         | Verdediger   | België           | 12 (0)                      | 2 (0)                         | 2 (0)                      |             |
| 30        | Antolin Alcaraz         | Verdediger   | Paraguay         | 29 (3)                      | 0 (0)                         | 6 (1)                      |             |
| 32        | Vadis Odjidja-Ofoe      | Middenvelder | België           | 16 (0)                      | 0 (0)                         | 0 (0)                      |             |
| 77        | Mohamed Dahmane         | Aanvaller    | Frankrijk        | 13 (2)                      | 0 (0)                         | 0 (0)                      |             |

- Laatst bijgewerkt: einde seizoen 2008/2009.

## Uitrustingen
Shirtsponsor(s): Dexia

Sportmerk: Puma
| Thuis | Uit | Alternatief | Alternatief (Brugse Metten) |

| Doelman | Doelman |

## Transfers

### Zomer 2008

#### Inkomend
- Bernt Evens (V, komt over van KVC Westerlo)
- Ronald Vargas (M, komt over van Caracas Fútbol Club)
- Nabil Dirar (A, komt over van KVC Westerlo)
- Jared Jeffrey (M, komt over van Dallas Texans)
- Geert De Vlieger (D, komt over van SV Zulte Waregem)
- Laurent Ciman (V, komt over van Sporting Charleroi)
- Joseph Akpala (A, komt over van Sporting Charleroi)

#### Uitgaand
- Joos Valgaeren (V, einde contract, vertrekt naar FC Emmen)
- Birger Maertens (V, einde contract, vertrekt naar Heracles Almelo)
- Brian Priske (V, naar Vejle BK)
- Sven Vermant (M, einde contract, vertrekt naar FC Knokke)
- Gaëtan Englebert (M, einde contract, vertrekt naar FC Tours)
- Alandson Jansen Da Silva (A, belofte, naar Standard Luik)
- Alexandre Jansen Da Silva (V, belofte, naar Standard Luik)
- Sven De Volder (D, belofte, naar Excelsior Moeskroen)
- Olivier De Cock (V, contract ontbonden)
- Salou Ibrahim (A, naar MSV Duisburg)

##### Verhuurd
- Timothy Dreesen (V, naar K. Lierse SK)
- Glenn Verbauwhede (D, naar KV Kortrijk)
- Štěpán Kučera (V, naar Sparta Praag)

### Winter 2009

#### Inkomend
- Vadis Odjidja-Ofoe (M, komt over van Hamburger SV)
- Marc-André Kruska (M, komt over van Borussia Dortmund)
- Mohamed Dahmane (A, komt over van RAEC Mons)

#### Uitgaand
- Ivan Leko (M, naar Germinal Beerschot)

##### Verhuurd
- Dušan Đokić (A, naar Omonia Nicosia)

## Trainersstaf
- Jacky Mathijssen (hoofdtrainer)
- Peter Balette (assistent-trainer)
- Dany Verlinden (keeperstrainer)
- Jan Van Winckel (assistent-trainer)

## Oefenwedstrijden
| Datum            | Wedstrijd                        | Competitie                   | Eindstand (ruststand) | Doelpunten | Ploegsamenstelling                     | Ploegsamenstelling                                                                                | Ploegsamenstelling                                                                                        | Ploegsamenstelling                                         | Opmerkingen                                      |
| Datum            | Wedstrijd                        | Competitie                   | Eindstand (ruststand) | Doelpunten | Doelman                                | Verdedigers                                                                                       | Middenvelders                                                                                             | Aanvallers                                                 | Opmerkingen                                      |
| ---------------- | -------------------------------- | ---------------------------- | --------------------- | --- | -------------------------------------- | ------------------------------------------------------------------------------------------------- | --- | ---------------------------------------------------------- | ------------------------------------------------ |
| 4 juli 2008      | KVV Coxyde — Club Brugge         | oefenmatch                   | 2-6 (1-4)             | 7’ Vargas (0-1), 8’ Verdonck (1-1), 20’ Capon (1-2), 23’ Salou (1-3), 45’ Simaeys (1-4), 46’ Vandendriessche (2-4), 52’ Djokic (2-5), 84’ Sonck (2-6) | 1e helft: Stijnen 2e helft: De Vlieger | 1e helft: Ciman, Simaeys, Van Ruyskensvelde, De Loof 2e helft: Vermeulen, De Mets, Alcaraz, Evens | 1e helft: Vargas, Geraerts, Meeus 2e helft: Jeffrey, Clement, Leko, Dirar                                 | 1e helft: Chavez, Salou, Capon 2e helft: Djokic, Sonck     |                                                  |
| 6 juli 2008      | KV Oostende — Club Brugge        | oefenmatch                   | 1-2 (0-0)             | 56’ Liard (1-0), 64’ Chavez (1-1), 88’ Salou (1-2) | Lenaerts                               | 1e helft: Vermeulen, De Mets, Alcaraz, Evens 2e helft: Ciman, Simaeys, Guiro, De Loof             | 1e helft: Jeffrey, Clement, Leko, Dirar (26’ Meeus) 2e helft: Van Ruyskensvelde, Geraerts, Chavez, Vargas | 1e helft: Djokic, Sonck 2e helft: Capon, Salou             |                                                  |
| 9 juli 2008      | Club Brugge — RAEC Bergen        | oefenmatch                   | 1-2 (0-0)             | 50' Jarju (0-1), 60' Leko (1-1) (pen), 85' Jarju (1-2)                                                                                                | De Vlieger                             | 1e helft: Ciman, Alcaraz, Simaeys, Evens 2e helft: De Mets, Dildick, Guiro, De Loof               | 1e helft: Jeffrey, Geraerts, Vermeulen, Meeus 2e helft: Vargas, Clement, Leko, Dirar                      | 1e helft: Salou, Capon 2e helft: Chavez, Djokic            |                                                  |
| 11 juli 2008     | KV E. Aalter — Club Brugge       | oefenmatch                   | 3-8 (1-2)             | 21’ Sonck (0-1), 40’ Sonck (1-2), 57’ Meeus (1-3), 79’ Djokic (3-4), 84’ Djokic (3-5), 88’ Chavez (3-6), 89’ Capon (3-7), 90’ Djokic (3-8)            | Lenaerts                               | 1e helft: Evens, Simaeys, Clement, Ciman 2e helft: De Mets, Guiro, Evens, Klukowski               | 1e helft: Dirar, Geraerts, Leko, Vargas 2e helft: Meeus, Van Ruyskensvelde, Jeffrey, Chavez               | 1e helft: Salou, Sonck 2e helft: Djokic, Capon             |                                                  |
| 16 juli 2008     | KM Torhout — Club Brugge         | oefenmatch                   | 0-4 (0-3)             | 9’ Djokic (0-1), 18’ Salou (0-2), 42’ Jeffrey (0-3), 51’ Alcaraz (0-4)                                                                                | De Vlieger                             | Vermeulen (60’ Ciman), De Mets, Alcaraz (60’ Evens), Klukowski                                    | Jeffrey (70’ Van Ruyskensvelde), Clement, Leko (70’ Blondel), Meeus (70’ Dirar)                           | Salou (80’ Capon), Djokic (80’ Chavez)                     |                                                  |
| 19 juli 2008     | Club Brugge — KSV Roeselare      | oefenmatch                   | 2-1 (2-1)             | 3' Capon (strafschop, 1-0), 22' Papassarantis (1-1), 42' Simaeys (2-1)                                                                                | De Vlieger (46' Lenaerts)              | Ciman (46' Vermeulen), Simaeys, Alcaraz (46' Klukowski), Evens                                    | Dirar (80' Van Ruyskensvelde), Geraerts, Blondel (60' De Mets), Meeus (46' Jeffrey)                       | Capon (80' Djokic), Chavez                                 | Wedstrijd gespeeld in Wingene.                   |
| 23 juli 2008     | Germinal Beerschot — Club Brugge | oefenmatch (Coppa Sterchele) | 0-3 (0-2)             | 3’ Clement (0-1), 34’ Djokic (0-2), 73’ Chavez (0-3)                                                                                                  | Stijnen                                | De Mets, Alcaraz, Evens, Klukowski                                                                | Jeffrey (57’ Vermeulen), Clement, Leko (83’ Van Ruyskensvelde), Meeus (57’ Dirar)                         | Djokic (73’ Akpala), Capon (57’ Chavez)                    | Hulde aan de overleden spits François Sterchele. |
| 27 juli 2008     | MSV Duisburg — Club Brugge       | oefenmatch                   | 1-0 (0-0)             | 79' Wagner (1-0) | De Vlieger                             | De Mets, Clement, Evens, Klukowski                                                                | Vermeulen (52' Meeus), Geraerts, Leko, Dirar (75' Jeffrey)                                                | Akpala (75' Capon) en Sonck ('68 Chavez)                   |                                                  |
| 30 juli 2008     | KSV Diksmuide — Club Brugge      | oefenmatch                   | 0-2 (0-1)             | 14’ Capon (strafschop, 0-1), 78’ Sonck (0-2) | Lenaerts                               | De Mets, Guiro, Dildick, De Loof                                                                  | Vermeulen, Van Ruyskensvelde (63’ Jeffrey), Meeus                                                         | Capon, Akpala (63’ Sonck), Chavez                          | Wedstrijd gespeeld in Oostduinkerke.             |
| 3 augustus 2008  | Club Brugge — Lille OSC          | Brugse Metten                | 4-1 (1-1)             | 8’ Nini (0-1), 42’ Clement (1-1), 56’ Leko (2-1, penalty), 78’ Sonck (3-1), 90’ Akpala (4-1)                                                          | Stijnen (46’ De Vlieger)               | De Mets, Alcaraz (46’ Akpala), Evens, Klukowski                                                   | Vermeulen, Clement, Leko, Dirar (29’ Meeus)                                                               | Capon (46’ Sonck), Chavez                                  | Lille eindigde de wedstrijd met 9 man.           |
| 7 augustus 2008  | Aris Thessaloniki — Club Brugge  | oefenmatch                   | 4-0 (3-0)             | Alcaraz (own; 1-0), Koke (2-0 en 3-0), Delorte (4-0)                                                                                                  | Stijnen                                | De Mets, Guiro, Alcaraz (65' Voskanian), Evens (65' De Loof)                                      | Geraerts (65' Clement), Leko (75' Jeffrey), Van Ruyskensvelde                                             | Capon (65' Meeus), Djokic (78' Akpala), Chavez (78' Sonck) |                                                  |
| 9 augustus 2008  | Asteras Tripolis — Club Brugge   | oefenmatch                   | 0-0                   | | De Vlieger                             | De Mets, Evens, Alcaraz, Klukowski                                                                | Jeffrey (55' Chavez), Clement, Geraerts (75' Leko), Meeus (75' Capon)                                     | Sonck (75' Djokic), Akpala                                 |                                                  |
| 16 augustus 2008 | Trabzonspor — Club Brugge        | oefenmatch                   | 1-0 (0-0)             | 67' Bulut (1-0) | De Vlieger                             | De Mets, Evens, Guiro, De Loof                                                                    | Van Ruyskensvelde, Leko, Blondel (65' Jeffrey), Chavez                                                    | Akpala (78' Voskanian), Djokic                             |                                                  |
| 4 september 2008 | KVK Ieper — Club Brugge          | oefenmatch                   | 1-3 (0-1)             | 34' Geraerts (0-1), 61' Techel (1-1), 72' Clinckemaillie (1-2), 90' Djokic (1-3)                                                                      | De Vlieger (46' Lenaerts)              | Ciman, Alcaraz, Simaeys, Meeus (75' Guiro)                                                        | Blondel, Dirar (64' Clinckemaillie), Van Ruyskensvelde (46' Leko), Geraerts, Jeffrey (64' De Rechter)     | Djokic                                                     |                                                  |
| 9 oktober 2008   | SK Eernegem — Club Brugge        | oefenmatch                   | 1-1 (1-1)             | 13' Capon (0-1), 20' Batailli (1-1) | Vlieger (46' Lenaerts)                 | Ciman (46’ Van Ruyskensvelde), De Mets, Alcaraz (46’ Simaeys), Evens                              | Van Heerden, Leko, Blondel, Daerden                                                                       | Jeffrey (66’ Vandenheede), Capon                           |                                                  |
| Datum            | Wedstrijd                        | Competitie                   | Eindstand (ruststand) | Doelpunten | Doelman                                | Verdedigers                                                                                       | Middenvelders                                                                                             | Aanvallers                                                 | Opmerkingen                                      |
| Datum            | Wedstrijd                        | Competitie                   | Eindstand (ruststand) | Doelpunten | Ploegsamenstelling                     |                                                                                                   | |                                                            | Opmerkingen                                      |

## Jupiler League

### Westrijden
| Datum             | Wedstrijd                         | Competitie                 | Eindstand (ruststand) | Doelpunten | Ploegsamenstelling | Ploegsamenstelling                                          | Ploegsamenstelling                                                                   | Ploegsamenstelling                        | Opmerkingen |
| Datum             | Wedstrijd                         | Competitie                 | Eindstand (ruststand) | Doelpunten | Doelman            | Verdedigers                                                 | Middenvelders                                                                        | Aanvallers                                | Opmerkingen |
| ----------------- | --------------------------------- | -------------------------- | --------------------- | --- | ------------------ | ----------------------------------------------------------- | ------------------------------------------------------------------------------------ | ----------------------------------------- | --- |
| 29 augustus 2008  | AFC Tubeke — Club Brugge          | Jupiler League speeldag 3  | 1-4 (0-3)             | 2' Leko (0-1), 11' Akpala (0-2), 18' Akpala (0-3), 72' Ramaël (1-3), 81' Chavez (1-4)                             | Stijnen            | Ciman, Alcaraz, Simaeys, Evens                              | Vermeulen (46' Blondel), Clement, Leko, Dirar                                        | Sonck (82' Vargas), Akpala (67' Chavez)   | |
| 13 september 2008 | Club Brugge — FC Dender           | Jupiler League speeldag 4  | 1-1 (0-1)             | 16' De Petter (0-1), 80' Simaeys (1-1)                                                                            | Stijnen            | Ciman, Alcaraz, Simaeys, Evens                              | Vargas (69' Chavez), Clement (69' Geraerts), Leko (81' Djokic), Dirar                | Sonck, Akpala                             | |
| 21 september 2008 | Racing Genk — Club Brugge         | Jupiler League speeldag 5  | 0-1 (0-0)             | 56' Akpala (0-1)                                                                                                  | Stijnen            | Ciman, Simaeys, Alcaraz, Klukowski                          | Dirar (95' Capon), Geraerts, Clement, Leko (89' Blondel)                             | Sonck (93' Chavez), Akpala                | Akpala kreeg na 71' rood na een tweede gele kaart; Pudil (G) kreeg een tweede geel na 92'.                                |
| 24 september 2008 | KV Mechelen — Club Brugge         | Jupiler League speeldag 1  | 1-1 (0-1)             | 37' Leko (0-1), 47' Ivens (1-1)                                                                                   | Stijnen            | Klukowski, Alcaraz, Simaeys, Ciman                          | Clement, Leko (74' Chavez), Geraerts, Dirar (74' Blondel), Vargas                    | Sonck (82' Evens)                         | Inhaalmatch van de eerste speeldag. Club eindigde de wedstrijd met 9 na rode kaarten voor Klukowski (80') en Ciman (84'). |
| 27 september 2008 | Club Brugge — KVC Westerlo        | Jupiler League speeldag 6  | 2-0 (1-0)             | 14' Sonck (1-0), 65' Sonck (2-0)                                                                                  | Stijnen            | De Mets, Simaeys, Alcaraz, Evens                            | Vargas, Geraerts, Clement (84' Leko), Dirar (79' Blondel)                            | Sonck (79' Chavez), Akpala                | |
| 5 oktober 2008    | KSV Roeselare — Club Brugge       | Jupiler League speeldag 7  | 0-1 (0-0)             | 86' Akpala (0-1)                                                                                                  | Stijnen            | Ciman, Alcaraz, Simaeys, Klukowski                          | Vargas (70' Chavez), Clement, Geraerts (64' Leko), Dirar                             | Sonck (91' De Mets), Akpala               | Goossens (R) kreeg rood na 55'.                                                                                           |
| 19 oktober 2008   | Club Brugge — Cercle Brugge       | Jupiler League speeldag 8  | 3-1 (1-1)             | 10' Iachtchouk (0-1), 39' Geraerts (1-1), 74' Dirar (2-1), 80' Alcaraz (3-1)                                      | Stijnen            | Ciman, Simaeys, Alcaraz, Klukowski                          | Vargas (66' Leko), Geraerts, Clement, Dirar (89' Blondel)                            | Sonck (83' Capon), Akpala                 | |
| 26 oktober 2008   | AA Gent — Club Brugge             | Jupiler League speeldag 9  | 3-0 (0-0)             | 61' Olufade (1-0), 64' De Roeck (2-0), 82' Maric (3-0)                                                            | Stijnen            | Ciman, Simaeys, Evens, Klukowski                            | Dirar, Geraerts (80' Blondel), Clement, Leko (69' Vargas)                            | Sonck (80' Chavez), Akpala                | |
| 29 oktober 2008   | Club Brugge — SV Zulte Waregem    | Jupiler League speeldag 2  | 2-0 (0-0)             | 47' Sonck (1-0), 58' Leko (2-0)                                                                                   | Stijnen            | De Mets, Alcaraz, Evens, Klukowski                          | Vargas (46' Dirar), Simaeys, Leko, Blondel (76' Geraerts)                            | Akpala (46' Chavez), Sonck                | |
| 1 november 2008   | Club Brugge — KV Kortrijk         | Jupiler League speeldag 10 | 4-1 (2-1)             | 10' Hempte (0-1), 24' Clement (1-1), 32' Leko (2-1), 60' Akpala (3-1), 81' Akpala (4-1)                           | Stijnen            | De Mets, Alcaraz, Evens, Klukowski                          | Chavez (78' Van Heerden), Simaeys (19' Clement), Leko, Dirar (69' Blondel)           | Sonck, Akpala                             | Verbrugghe (K) kreeg na 47' rood na een tweede gele kaart.                                                                |
| 9 november 2008   | Sporting Charleroi — Club Brugge  | Jupiler League speeldag 11 | 2-2 (0-0)             | 50' Smolders (1-0), 69' Sonck (1-1), 71' Sonck (1-2), 93' Mujangi Bia (2-2)                                       | Stijnen            | De Mets, Alcaraz, Evens, Klukowski                          | Dirar (82' Chavez), Simaeys, Clement (61' Geraerts), Leko (61' Vargas)               | Sonck, Akpala                             | |
| 16 november 2008  | Club Brugge — RSC Anderlecht      | Jupiler League speeldag 12 | 1-1 (1-0)             | 4' Sonck (1-0), 49' Boussoufa (1-1)                                                                               | Stijnen            | De Mets, Simaeys, Alcaraz, Klukowski                        | Vargas (75' Van Heerden), Geraerts, Clement, Dirar                                   | Akpala, Sonck                             | Frutos (A) kreeg na 78' rood na een tweede gele kaart.                                                                    |
| 22 november 2008  | RAEC Bergen — Club Brugge         | Jupiler League speeldag 13 | 1-2 (1-0)             | 22' Collet (1-0), 66' Clement (1-1), 87' Sonck (1-2)                                                              | Stijnen            | De Mets, Simaeys, Alcaraz, Evens                            | Vargas (89' Ciman), Geraerts (61' Leko), Clement, Dirar                              | Sonck, Akpala (76' Djokic)                | |
| 30 november 2008  | Club Brugge — Germinal Beerschot  | Jupiler League speeldag 14 | 3-0 (1-0)             | 21' Vargas (1-0), 48' Sonck (2-0), 72' Sonck (3-0)                                                                | Stijnen            | De Mets, Alcaraz, Simaeys, Klukowski                        | Vargas (76' Akpala), Leko (62' Geraerts), Clement, Van Heerden (68' Daerden)         | Capon, Sonck                              | |
| 7 december 2008   | Sporting Lokeren — Club Brugge    | Jupiler League speeldag 15 | 2-0 (1-0)             | 19' Maazou (1-0), 78' Camara (2-0)                                                                                | Stijnen            | De Mets, Alcaraz, Simaeys, Klukowski                        | Van Heerden (72' Daerden), Leko (72' Geraerts), Clement (72' Capon), Dirar           | Sonck, Akpala                             | |
| 14 december 2008  | Club Brugge — Standard            | Jupiler League speeldag 16 | 1-4 (0-3)             | 31' Defour (0-1), 37' De Camargo (0-2), 45' Jovanovic (0-3), 78' Mbokani (0-4), 82' Clement (1-4)                 | Stijnen            | Ciman, Simaeys, Evens, Klukowski                            | Dirar, Clement, Vargas (75' De Vlieger), Daerden (61' Geraerts)                      | Sonck, Akpala (61' Capon)                 | Stijnen kreeg na 75' rood.                                                                                                |
| 20 december 2008  | Excelsior Moeskroen — Club Brugge | Jupiler League speeldag 17 | 5-1 (3-1)             | 6' Akpala (0-1), 31' Sishuba (1-1), 42' Custovic (2-1), 45' Custovic (3-1), 61' Custovic (4-1), 92' Lepoint (5-1) | Stijnen            | De Mets (79' Vermeulen), Ciman, Clement (56' Vargas), Evens | Dirar, Geraerts, Leko, Daerden                                                       | Capon (69' Chavez), Akpala                | |
| 17 januari 2009   | Club Brugge — KV Mechelen         | Jupiler League speeldag 18 | 3-0 (1-0)             | 33' Vargas (1-0), 63' Alcaraz (2-0), 92' Simaeys (3-0)                                                            | Stijnen            | De Mets, Simaeys, Alcaraz, Klukowski                        | Vargas (83' Chavez), Kruska, Odjidja (73' Daerden), Dirar                            | Capon (55' Van Heerden), Akpala           | Mununga (M) kreeg na 28' rood. Vrancken en Biset (M) kregen na 91' rood na een tweede gele kaart.                         |
| 25 januari 2009   | SV Zulte-Waregem — Club Brugge    | Jupiler League speeldag 19 | 3-1 (1-0)             | 3' Berrier (1-0), 60' Leye (2-0), 76' Alcaraz (2-1), 80' Nfor (3-1)                                               | Stijnen            | De Mets (46' Ciman), Alcaraz, Evens, Klukowski              | Vargas, Kruska, Odjidja (70' Chavez), Dirar                                          | Capon (46' Van Heerden), Akpala           | |
| 31 januari 2009   | Club Brugge — AFC Tubeke          | Jupiler League speeldag 20 | 3-1 (1-0)             | 43' Chavez (1-0), 71' Dirar (2-0), 78' Daerden (3-0), 91' Sorokin (3-1)                                           | De Vlieger         | Vermeulen, Simaeys, Alcaraz, Klukowski                      | Dirar (85' Capon), Kruska, Odjidja, Daerden (83' Meeus)                              | Chavez, Akpala (36' Van Heerden)          | |
| 7 februari 2009   | FC Dender — Club Brugge           | Jupiler League speeldag 21 | 0-2 (0-0)             | 88' Chavez (0-1), 91' Chavez (0-2)                                                                                | De Vlieger         | Vermeulen (62' Ciman), Simaeys, Alcaraz, Klukowski          | Dirar, Kruska (72' Chavez), Odjidja, Daerden (62' Vargas)                            | Van Heerden, Dahmane                      | Blondelle (D) kreeg na 62' rood na een tweede gele kaart.                                                                 |
| 15 februari 2009  | Club Brugge — Racing Genk         | Jupiler League speeldag 22 | 0-2 (0-1)             | 13' Huysegems (0-1), 49' Vossen (0-2)                                                                             | De Vlieger         | Ciman (63' Akpala), Simaeys, Alcaraz, Klukowski             | Van Heerden, Kruska (63' Vargas), Odjidja, Dirar                                     | Chavez (46' Sonck), Dahmane               | Vossen (G) kreeg na 59' rood na een tweede gele kaart.                                                                    |
| 22 februari 2009  | KVC Westerlo — Club Brugge        | Jupiler League speeldag 23 | 1-1 (0-1)             | 42' Akpala (0-1), 74' Odita (1-1)                                                                                 | Stijnen            | Geraerts, Simaeys, Alcaraz, Klukowski                       | Dirar, Kruska (79' Vargas), Odjidja, Daerden                                         | Akpala (82' Capon), Dahmane               | |
| 28 februari 2009  | Club Brugge — KSV Roeselare       | Jupiler League speeldag 24 | 2-1 (1-0)             | 35' Simaeys (1-0), 48' Vargas (2-0), 76' Perisic (2-1)                                                            | Stijnen            | Geraerts, Simaeys, Alcaraz, Klukowski                       | Dirar, Vargas (80' Kruska), Odjidja, Daerden                                         | Akpala, Sonck (71' van Heerden)           | |
| 8 maart 2009      | Cercle Brugge — Club Brugge       | Jupiler League speeldag 25 | 1-3 (0-2)             | 23' Sonck (0-1), 24' Sonck (0-2), 50' Akpala (0-3), 73' Gombami (1-3)                                             | Stijnen            | Geraerts, Simaeys, Alcaraz, Klukowski                       | Dirar, Vargas (58' Kruska), Odjidja, Daerden                                         | Sonck (85' Blondel), Akpala (73' Dahmane) | |
| 15 maart 2009     | Club Brugge — AA Gent             | Jupiler League speeldag 26 | 1-4 (1-4)             | 2' Maric (0-1), 12' Akpala (1-1), 16' Ljubijankic (1-2), 31' Ljubijankic (1-3), 35' Ruiz (1-4)                    | Stijnen            | Geraerts, Simaeys, Evens (46' Clement), Klukowski           | Dirar (52' Capon), Vargas (46' Dahmane), Odjidja, Daerden                            | Sonck, Akpala                             | |
| 20 maart 2009     | KV Kortrijk — Club Brugge         | Jupiler League speeldag 27 | 2-3 (1-2)             | 12' Daerden (0-1), 21' Akpala (0-2), 28' Hempte (1-2), 59' Coulibaly (2-2), 91' Sonck (2-3)                       | Stijnen            | Geraerts, Simaeys, Alcaraz, Klukowski                       | Dirar, Odjidja, Kruska, Daerden (79' van Heerden)                                    | Sonck (92' Clement), Akpala (79' Dahmane) | |
| 4 april 2009      | Club Brugge — Sporting Charleroi  | Jupiler League speeldag 28 | 2-1 (1-0)             | 29' Akpala (1-0), 55' Gregoire (1-1), 91' Simaeys (2-1)                                                           | Stijnen            | Geraerts, Simaeys, Alcaraz, Klukowski                       | Dirar, Odjidja (79' van Heerden), Kruska, Blondel (79' Dahmane)                      | Sonck, Akpala                             | |
| 12 april 2009     | RSC Anderlecht — Club Brugge      | Jupiler League speeldag 29 | 1-0 (1-0)             | 23' Boussoufa (1-0)                                                                                               | Stijnen            | Geraerts, Simaeys, Alcaraz, Klukowski                       | Dirar (77' van Heerden), Odjidja, Kruska (77' Dahmane), Daerden (46' Blondel)        | Sonck, Akpala                             | |
| 18 april 2009     | Club Brugge — RAEC Bergen         | Jupiler League speeldag 30 | 3-2 (1-2)             | 15' Jarju (0-1), 33' Akpala (1-1), 45' Gueye (1-2), 47' Sonck (2-2), 83' Sonck (3-2)                              | Stijnen            | Ciman, Simaeys, Alcaraz, Evens                              | Dahmane (74' van Heerden), Odjidja, Blondel (79' Clement), Dirar (89' Kruska)        | Sonck, Akpala                             | Brahami (Be) kreeg na 81' rood na een tweede gele kaart.                                                                  |
| 24 april 2009     | Germinal Beerschot — Club Brugge  | Jupiler League speeldag 31 | 2-0 (1-0)             | 5' Leko (1-0), 88' Leko (2-0)                                                                                     | Stijnen            | Geraerts, Simaeys, Clement, Evens                           | Dahmane (79' van Heerden), Odjidja, Blondel, Dirar                                   | Sonck, Akpala                             | |
| 1 mei 2009        | Club Brugge — Sporting Lokeren    | Jupiler League speeldag 32 | 2-3 (0-2)             | 10' Janczyk (0-1), 36' Overmeire (0-2), 69' De Wilde (0-3), 72' Akpala (1-3), 80' Dahmane (2-3)                   | Stijnen            | Geraerts, Simaeys, Alcaraz, Evens                           | Dirar, Odjidja, Kruska (62' Dahmane), Blondel                                        | Sonck, Akpala                             | Simaeys kreeg na 60' rood na een tweede gele kaart.                                                                       |
| 9 mei 2009        | Standard — Club Brugge            | Jupiler League speeldag 33 | 2-0 (1-0)             | 37' Jovanovic (1-0), 72' Onyewu (2-0)                                                                             | Stijnen            | Ciman, Clement, Alcaraz, Evens                              | Dirar (80' van Heerden), Kruska (73' Sonck), Odjidja, Blondel (79' Daerden), Dahmane | Akpala                                    | |
| 16 mei 2009       | Club Brugge — Excelsior Moeskroen | Jupiler League speeldag 34 | 4-1 (3-1)             | 19' Dirar (1-0), 29' Haghedooren (1-1), 30' Dahmane (2-1), 43' Akpala (3-1), 56' Simaeys (4-1)                    | Stijnen            | Ciman, Simaeys, Alcaraz, Evens                              | Dahmane (60' Daerden), Kruska, Blondel (60' Clement), Dirar (60' van Heerden)        | Akpala, Sonck                             | Dit was de laatste wedstrijd van Jacky Mathijssen als coach van Club Brugge.                                              |
| Datum             | Wedstrijd                         | Competitie                 | Eindstand (ruststand) | Doelpunten | Doelman            | Verdedigers                                                 | Middenvelders                                                                        | Aanvallers                                | Opmerkingen |
| Datum             | Wedstrijd                         | Competitie                 | Eindstand (ruststand) | Doelpunten | Ploegsamenstelling |                                                             |                                                                                      |                                           | Opmerkingen |

| TUB (uit) | DEN (thuis) | GNK (uit) | MEC (uit) | WES (thuis) | ROE (uit) | CER (thuis) | GNT (uit) | ZWA (thuis) | KOR (thuis) |

| CHA (uit) | RSCA (thuis) | BER (uit) | GBA (thuis) | LOK (uit) | STA (thuis) | MOE (uit) | MEC (thuis) | ZWA (uit) | TUB (thuis) |

| DEN (uit) | GNK (thuis) | WES (uit) | ROE (thuis) | CER (uit) | GNT (thuis) | KOR (uit) | CHA (thuis) | RSCA (uit) | BER (thuis) |

| GBA (uit) | LOK (thuis) | STA (uit) | MOE (thuis) |

### Klassement
|         |    |                              | P  | W  | G  | V  | +  | -  | DS  | Ptn |
| ------- | -- | ---------------------------- | -- | -- | -- | -- | -- | -- | --- | --- |
| K       | 1  | Standard Luik                | 34 | 24 | 5  | 5  | 66 | 26 | 40  | 77  |
| (CL)    | 1  | RSC Anderlecht               | 34 | 24 | 5  | 5  | 75 | 30 | 45  | 77  |
| (UEFA)  | 3  | Club Brugge                  | 34 | 18 | 5  | 11 | 59 | 50 | 9   | 59  |
| (UEFA)  | 4  | KAA Gent                     | 34 | 17 | 8  | 9  | 67 | 42 | 25  | 59  |
|         | 5  | SV Zulte Waregem             | 34 | 16 | 7  | 11 | 55 | 36 | 19  | 55  |
|         | 6  | KVC Westerlo                 | 34 | 15 | 7  | 12 | 42 | 38 | 4   | 52  |
|         | 7  | KSC Lokeren Oost-Vlaanderen  | 34 | 13 | 12 | 9  | 40 | 32 | 8   | 51  |
| (beker) | 8  | KRC Genk                     | 34 | 15 | 5  | 14 | 48 | 51 | −3  | 50  |
|         | 9  | Cercle Brugge                | 34 | 14 | 5  | 15 | 48 | 53 | −5  | 47  |
|         | 10 | KV Mechelen                  | 34 | 12 | 10 | 12 | 46 | 52 | −6  | 46  |
|         | 11 | Excelsior Moeskroen          | 34 | 12 | 8  | 14 | 42 | 49 | −7  | 44  |
|         | 12 | Sporting du Pays Charleroi   | 34 | 12 | 7  | 15 | 43 | 48 | −5  | 43  |
|         | 13 | Germinal Beerschot Antwerpen | 34 | 11 | 9  | 14 | 44 | 42 | 2   | 42  |
|         | 14 | KV Kortrijk                  | 34 | 9  | 11 | 14 | 37 | 55 | −18 | 38  |
| E       | 15 | FCV Dender EH                | 34 | 9  | 8  | 17 | 44 | 58 | −14 | 35  |
| E       | 16 | KSV Roeselare                | 34 | 8  | 6  | 20 | 33 | 59 | −26 | 30  |
| D       | 17 | AFC Tubize                   | 34 | 7  | 6  | 21 | 35 | 77 | −42 | 27  |
| D       | 18 | RAEC Mons                    | 34 | 3  | 10 | 21 | 31 | 57 | −26 | 19  |

P: wedstrijden gespeeld, W: wedstrijden gewonnen, G: gelijke spelen, V: wedstrijden verloren, +: gescoorde doelpunten, -: doelpunten tegen, DS: doelsaldo, Ptn: totaal punten
K: kampioen, D: degradeert, (beker): bekerwinnaar, (CL): geplaatst voor Champions League, (UEFA): geplaatst voor UEFA-beker

## UEFA Cup

### Eerste ronde (heen)
|                                         |                           |                |                       |                                                                         |
| 18 september 2008 Eerste ronde UEFA Cup | BSC Young Boys            | 2 – 2          | Club Brugge           | Stade de Suisse, Bern Toeschouwers: 10.204 Scheidsrechter: Oleh Orjehov |
| 18 september 2008 Eerste ronde UEFA Cup | 16' Schneuwly 88' Doumbia | Wedstrijdfiche | 36' Sonck 72' Clement | Stade de Suisse, Bern Toeschouwers: 10.204 Scheidsrechter: Oleh Orjehov |

| BSC Young Boys | Club Brugge |

| BSC Young Boys (3–4–3 vlak): |    |                         |         |
|                              |    |                         |         |
| GK                           | 1  | Marco Wölfli            |         |
| CB                           | 12 | Miguel Alfredo Portillo |         |
| CB                           | 2  | Saïf Ghezal             |         |
| CB                           | 4  | Marc Schneider          |         |
| RM                           | 17 | Felix Bastians          | 67'     |
| CM                           | 10 | Gilles Yapi Yapo        |         |
| CM                           | 22 | Xavier Hochstrasser     |         |
| LM                           | 16 | Mario Raimondi          |         |
| RW                           | 21 | David Degen             | 46'     |
| CF                           | 26 | Marco Schneuwly         | 50' 78' |
| LW                           | 23 | Alberto Regazzoni       |         |
| Wisselspelers:               |    |                         |         |
|                              |    |                         |         |
| FW                           | 15 | Thomas Häberli          | 46'     |
| FW                           | 7  | Seydou Doumbia          | 67'     |
| MF                           | 24 | Sven Lüscher            | 78'     |
| Coach:                       |    |                         |         |
| Vladimir Petković            |    |                         |         |

| Club Brugge (4–4–2 vlak): |    |                   |     |
|                           |    |                   |     |
| GK                        | 1  | Stijn Stijnen     | 82' |
| RB                        | 2  | Laurent Ciman     |     |
| CB                        | 30 | Antolín Alcaraz   |     |
| CB                        | 4  | Bernt Evens       |     |
| LB                        | 5  | Michael Klukowski |     |
| RM                        | 20 | Ronald Vargas     |     |
| CM                        | 22 | Karel Geraerts    |     |
| CM                        | 6  | Philippe Clement  |     |
| LM                        | 8  | Nabil Dirar       |     |
| RF                        | 15 | Joseph Akpala     | 70' |
| LF                        | 10 | Wesley Sonck      | 75' |
| Wisselspelers:            |    |                   |     |
|                           |    |                   |     |
| FW                        | 19 | Daniel Chávez     | 70' |
| Coach:                    |    |                   |     |
| Jacky Mathijssen          |    |                   |     |

### Eerste ronde (terug)
|                                      |                      |                |                |                                                                                |
| 2 oktober 2008 Eerste ronde UEFA Cup | Club Brugge          | 2 – 0          | BSC Young Boys | Jan Breydelstadion, Brugge Toeschouwers: 17.200 Scheidsrechter: Cristian Balaj |
| 2 oktober 2008 Eerste ronde UEFA Cup | 17' Akpala 29' Sonck | Wedstrijdfiche |                | Jan Breydelstadion, Brugge Toeschouwers: 17.200 Scheidsrechter: Cristian Balaj |

| Club Brugge | BSC Young Boys |

| Club Brugge (4–4–2 vlak): |    |                   |         |
|                           |    |                   |         |
| GK                        | 1  | Stijn Stijnen     |         |
| RB                        | 2  | Laurent Ciman     |         |
| CB                        | 30 | Antolín Alcaraz   |         |
| CB                        | 4  | Bernt Evens       |         |
| LB                        | 5  | Michael Klukowski |         |
| RM                        | 20 | Ronald Vargas     | 87'     |
| CM                        | 22 | Karel Geraerts    |         |
| CM                        | 14 | Jeroen Simaeys    |         |
| LM                        | 8  | Nabil Dirar       | 75'     |
| RF                        | 15 | Joseph Akpala     | 90'     |
| LF                        | 10 | Wesley Sonck      |         |
| Wisselspelers:            |    |                   |         |
|                           |    |                   |         |
| MF                        | 11 | Jonathan Blondel  | 75'     |
| MF                        | 18 | Ivan Leko         | 87' 89' |
| FW                        | 19 | Daniel Chávez     | 90'     |
| Coach:                    |    |                   |         |
| Jacky Mathijssen          |    |                   |         |

| BSC Young Boys (3–4–3 vlak): |    |                         |         |
|                              |    |                         |         |
| GK                           | 1  | Marco Wölfli            | 89'     |
| CB                           | 12 | Miguel Alfredo Portillo | 49'     |
| CB                           | 20 | François Affolter       | 86'     |
| CB                           | 2  | Saïf Ghezal             |         |
| RM                           | 21 | David Degen             | 45'     |
| CM                           | 10 | Gilles Yapi Yapo        | 58'     |
| CM                           | 6  | Bellusci Kulaksızoğlu   | 89'     |
| LM                           | 17 | Felix Bastians          |         |
| RW                           | 19 | Carlos Varela           | 69'     |
| CF                           | 15 | Thomas Häberli          | 66'     |
| LW                           | 23 | Alberto Regazzoni       |         |
| Wisselspelers:               |    |                         |         |
|                              |    |                         |         |
| DF                           | 13 | Christian Schwegler     | 45' 69' |
| FW                           | 7  | Seydou Doumbia          | 66'     |
| FW                           | 26 | Marco Schneuwly         | 58'     |
| Coach:                       |    |                         |         |
| Vladimir Petković            |    |                         |         |

### Groepsfase speeldag 1
|                                     |                     |       |             |                                                                                  |
| 23 oktober 2008 Groepsfase UEFA Cup | Rosenborg Trondheim | 0 – 0 | Club Brugge | Lerkendalstadion, Trondheim Toeschouwers: 12.166 Scheidsrechter: Vladimir Hriňák |
| 23 oktober 2008 Groepsfase UEFA Cup | Wedstrijdfiche      |       |             | Lerkendalstadion, Trondheim Toeschouwers: 12.166 Scheidsrechter: Vladimir Hriňák |

| Rosenborg BK | Club Brugge |

| Rosenborg BK (4–4–2 vlak): |    |                  |     |
|                            |    |                  |     |
| GK                         | 12 | Rune Jarstein    |     |
| RB                         | 2  | Mikael Lustig    | 90' |
| CB                         | 13 | Kris Stadsgaard  |     |
| CB                         | 11 | Vadim Demidov    |     |
| LB                         | 3  | Mikael Dorsin    |     |
| RM                         | 15 | Per Skjelbred    |     |
| CM                         | 27 | Marek Sapara     |     |
| CM                         | 10 | Alexander Tettey |     |
| LM                         | 6  | Roar Strand      | 80' |
| RF                         | 8  | Didier Ya Konan  | 84' |
| LF                         | 14 | Steffen Iversen  |     |
| Wisselspelers:             |    |                  |     |
|                            |    |                  |     |
| MF                         | 20 | Abdou Traoré     | 80' |
| FW                         | 16 | John Pelu        | 84' |
| FW                         | 7  | Besart Berisha   | 90' |
| Coach:                     |    |                  |     |
| Erik Hamrén                |    |                  |     |

| Club Brugge (4–4–2 vlak): |    |                   |     |
|                           |    |                   |     |
| GK                        | 1  | Stijn Stijnen     |     |
| RB                        | 2  | Laurent Ciman     |     |
| CB                        | 14 | Jeroen Simaeys    |     |
| CB                        | 30 | Antolín Alcaraz   |     |
| LB                        | 5  | Michael Klukowski |     |
| RM                        | 20 | Ronald Vargas     | 60' |
| CM                        | 22 | Karel Geraerts    |     |
| CM                        | 6  | Philippe Clement  |     |
| LM                        | 8  | Nabil Dirar       |     |
| RF                        | 15 | Joseph Akpala     | 90' |
| LF                        | 10 | Wesley Sonck      |     |
| Wisselspelers:            |    |                   |     |
|                           |    |                   |     |
| MF                        | 18 | Ivan Leko         | 60' |
| MF                        | 11 | Jonathan Blondel  | 90' |
| Coach:                    |    |                   |     |
| Jacky Mathijssen          |    |                   |     |

### Groepsfase speeldag 3
|                                      |             |                |                  |                                                                             |
| 27 november 2008 Groepsfase UEFA Cup | Club Brugge | 1 – 1          | AS Saint-Étienne | Jan Breydelstadion, Brugge Toeschouwers: 21.381 Scheidsrechter: Felix Brych |
| 27 november 2008 Groepsfase UEFA Cup | 50' Vargas  | Wedstrijdfiche | 44' Gigliotti    | Jan Breydelstadion, Brugge Toeschouwers: 21.381 Scheidsrechter: Felix Brych |

| Club Brugge | AS Saint-Étienne |

| Club Brugge (4–4–2 vlak): |    |                   |     |     |
|                           |    |                   |     |     |
| GK                        | 1  | Stijn Stijnen     |     |     |
| RB                        | 29 | Gertjan De Mets   |     |     |
| CB                        | 14 | Jeroen Simaeys    |     |     |
| CB                        | 30 | Antolín Alcaraz   |     |     |
| LB                        | 5  | Michael Klukowski |     |     |
| RM                        | 20 | Ronald Vargas     |     |     |
| CM                        | 18 | Ivan Leko         | 69' |     |
| CM                        | 6  | Philippe Clement  | 63' |     |
| LM                        | 8  | Nabil Dirar       |     |     |
| RF                        | 15 | Joseph Akpala     | 83' |     |
| LF                        | 10 | Wesley Sonck      | 66' |     |
| Wisselspelers:            |    |                   |     |     |
|                           |    |                   |     |     |
| MF                        | 22 | Karel Geraerts    | 63' | 72' |
| MF                        | 7  | Koen Daerden      | 69' |     |
| FW                        | 19 | Daniel Chávez     | 83' |     |
| Coach:                    |    |                   |     |     |
| Jacky Mathijssen          |    |                   |     |     |

| AS Saint-Étienne (4–3–3): |    |                  |         |
|                           |    |                  |         |
| GK                        | 16 | Jérémie Janot    |         |
| RB                        | 30 | Yoann Andreu     |         |
| CB                        | 2  | Cédric Varrault  | 52'     |
| CB                        | 28 | Yohan Benalouane |         |
| LB                        | 12 | Blaise Matuidi   |         |
| CM                        | 25 | Paulo Machado    |         |
| CM                        | 17 | Yohan Hautcœur   |         |
| AM                        | 22 | Daisuke Matsui   | 49' 81' |
| RW                        | 10 | Kevin Mirallas   |         |
| CF                        | 9  | David Gigliotti  | 67'     |
| LW                        | 7  | Dimitri Payet    | 72'     |
| Wisselspelers:            |    |                  |         |
|                           |    |                  |         |
| FW                        | 8  | Ilan             | 67'     |
| DF                        | 24 | Loïc Perrin      | 72' 73' |
| FW                        | 18 | Bafétimbi Gomis  | 81'     |
| Coach:                    |    |                  |         |
| Alain Perrin              |    |                  |         |

### Groepsfase speeldag 4
|                                     |             |                |             |                                                                                 |
| 4 december 2008 Groepsfase UEFA Cup | Valencia CF | 1 – 1          | Club Brugge | Estadio Mestalla, Valencia Toeschouwers: 18.000 Scheidsrechter: Martin Atkinson |
| 4 december 2008 Groepsfase UEFA Cup | 60' Žigić   | Wedstrijdfiche | 19' Alcaraz | Estadio Mestalla, Valencia Toeschouwers: 18.000 Scheidsrechter: Martin Atkinson |

| Valencia CF | Club Brugge |

| Valencia CF (4–4–2 vlak): |    |                    |     |
|                           |    |                    |     |
| GK                        | 33 | Vicente Guaita     |     |
| RB                        | 2  | Curro Torres       |     |
| CB                        | 5  | Carlos Marchena    |     |
| CB                        | 15 | Iván Helguera      |     |
| LB                        | 11 | Asier del Horno    | 74' |
| RM                        | 19 | Pablo Hernández    |     |
| CM                        | 25 | Hugo Viana         |     |
| CM                        | 3  | Hedwiges Maduro    | 64' |
| LM                        | 35 | Jaume Costa        | 55' |
| RF                        | 9  | Fernando Morientes | 73' |
| LF                        | 10 | Nikola Žigić       |     |
| Wisselspelers:            |    |                    |     |
|                           |    |                    |     |
| DF                        | 4  | Raúl Albiol        | 64' |
| MF                        | 14 | Vicente            | 55' |
| MF                        | 18 | Manuel Fernandes   | 73' |
| Coach:                    |    |                    |     |
| Unai Emery                |    |                    |     |

| Club Brugge (4–2–3–1): |    |                   |     |
|                        |    |                   |     |
| GK                     | 1  | Stijn Stijnen     |     |
| RB                     | 2  | Laurent Ciman     |     |
| CB                     | 14 | Jeroen Simaeys    |     |
| CB                     | 30 | Antolín Alcaraz   |     |
| LB                     | 5  | Michael Klukowski |     |
| CM                     | 22 | Karel Geraerts    |     |
| CM                     | 6  | Philippe Clement  |     |
| RM                     | 20 | Ronald Vargas     | 90' |
| AM                     | 8  | Nabil Dirar       | 49' |
| LM                     | 7  | Koen Daerden      |     |
| CF                     | 10 | Wesley Sonck      | 82' |
| Wisselspelers:         |    |                   |     |
|                        |    |                   |     |
| FW                     | 15 | Joseph Akpala     | 82' |
| MF                     | 16 | Elrio van Heerden | 90' |
| Coach:                 |    |                   |     |
| Jacky Mathijssen       |    |                   |     |

### Groepsfase speeldag 5
|                                      |             |                |               |                                                                               |
| 17 december 2008 Groepsfase UEFA Cup | Club Brugge | 0 – 1          | FC Kopenhagen | Jan Breydelstadion, Brugge Toeschouwers: 20.000 Scheidsrechter: Darko Čeferin |
| 17 december 2008 Groepsfase UEFA Cup |             | Wedstrijdfiche | 58' Santin    | Jan Breydelstadion, Brugge Toeschouwers: 20.000 Scheidsrechter: Darko Čeferin |

| Club Brugge | FC Kopenhagen |

| Club Brugge (4–2–3–1): |    |                   |     |
|                        |    |                   |     |
| GK                     | 1  | Stijn Stijnen     |     |
| RB                     | 29 | Gertjan De Mets   |     |
| CB                     | 30 | Antolín Alcaraz   | 46' |
| CB                     | 4  | Bernt Evens       |     |
| LB                     | 5  | Michael Klukowski | 46' |
| CM                     | 22 | Karel Geraerts    | 44' |
| CM                     | 6  | Philippe Clement  |     |
| RM                     | 8  | Nabil Dirar       |     |
| AM                     | 20 | Ronald Vargas     |     |
| LM                     | 7  | Koen Daerden      |     |
| CF                     | 10 | Wesley Sonck      | 61' |
| Wisselspelers:         |    |                   |     |
|                        |    |                   |     |
| DF                     | 2  | Laurent Ciman     | 46' |
| MF                     | 18 | Ivan Leko         | 46' |
| FW                     | 15 | Joseph Akpala     | 61' |
| Coach:                 |    |                   |     |
| Jacky Mathijssen       |    |                   |     |

| FC Kopenhagen (4–4–2 vlak): |    |                     |         |
|                             |    |                     |         |
| GK                          | 1  | Jesper Christiansen |         |
| RB                          | 2  | Zdeněk Pospěch      |         |
| CB                          | 15 | Mikael Antonsson    |         |
| CB                          | 5  | Ulrik Laursen       |         |
| LB                          | 17 | Oscar Wendt         |         |
| RM                          | 8  | William Kvist       |         |
| CM                          | 16 | Thomas Kristensen   | 33' 82' |
| CM                          | 4  | Hjalte Nørregaard   | 88'     |
| LM                          | 13 | Atiba Hutchinson    |         |
| RF                          | 9  | Morten Nordstrand   | 66'     |
| LF                          | 11 | César Santin        |         |
| Wisselspelers:              |    |                     |         |
|                             |    |                     |         |
| MF                          | 24 | Libor Sionko        | 66'     |
| DF                          | 25 | Zanka               | 82'     |
| MF                          | 6  | Rasmus Würtz        | 88'     |
| Coach:                      |    |                     |         |
| Ståle Solbakken             |    |                     |         |

### Eindstand groepsfase UEFA Cup, groep G
| Team             | Ptn | Wed | W | G | V | DV | DT | DS |
| ---------------- | --- | --- | - | - | - | -- | -- | -- |
| AS Saint-Étienne | 8   | 4   | 2 | 2 | 0 | 9  | 4  | 5  |
| Valencia CF      | 6   | 4   | 1 | 3 | 0 | 8  | 4  | 4  |
| FC Kopenhagen    | 5   | 4   | 1 | 2 | 1 | 4  | 5  | −1 |
| Club Brugge      | 3   | 4   | 0 | 3 | 1 | 2  | 3  | −1 |
| Rosenborg BK     | 2   | 4   | 0 | 2 | 2 | 1  | 8  | −7 |

## Beker van België
| Datum            | Wedstrijd                   | Competitie                    | Eindstand (ruststand) | Doelpunten        | Ploegsamenstelling | Ploegsamenstelling                 | Ploegsamenstelling                              | Ploegsamenstelling         | Opmerkingen         |
| Datum            | Wedstrijd                   | Competitie                    | Eindstand (ruststand) | Doelpunten        | Doelman            | Verdedigers                        | Middenvelders                                   | Aanvallers                 | Opmerkingen         |
| ---------------- | --------------------------- | ----------------------------- | --------------------- | ----------------- | ------------------ | ---------------------------------- | ----------------------------------------------- | -------------------------- | ------------------- |
| 12 november 2008 | Club Brugge — SK Beveren    | Beker van België 1/16e finale | 1-0 (1-0)             | 44' Clement (1-0) | De Vlieger         | De Mets, Evens, Clement, Klukowski | Vargas, Geraerts, Leko, Van Heerden (72' Capon) | Chavez, Sonck (72' Djokic) |                     |
| 11 januari 2009  | Club Brugge — KSV Roeselare | Beker van België 1/8e finale  | 0-1 (0-0)             | 50' Perisic (0-1) | Stijnen            | De Mets, Ciman, Evens, Klukowski   | Dirar, Simaeys, Vargas, Daerden (80' Chavez)    | Capon, Akpala              | Club uitgeschakeld. |
| Datum            | Wedstrijd                   | Competitie                    | Eindstand (ruststand) | Doelpunten        | Doelman            | Verdedigers                        | Middenvelders                                   | Aanvallers                 | Opmerkingen         |
| Datum            | Wedstrijd                   | Competitie                    | Eindstand (ruststand) | Doelpunten        | Ploegsamenstelling |                                    |                                                 |                            | Opmerkingen         |

### Laatste 16
|  | 1/8e finale | 1/8e finale         | 1/8e finale    |     |                       | kwartfinale | kwartfinale   | kwartfinale |  |  | halve finale | halve finale | halve finale |   |  | finale | finale | finale |
|  |             |                     |                |     |                       |             |               |             |  |  |              |              |              |   |  |        |        |        |
|  |             | KAA Gent            | 2              |     |                       |             |               |             |  |  |              |              |              |   |  |        |        |        |
|  |             | Excelsior Moeskroen | 1              |     |                       |             |               |             |  |  |              |              |              |   |  |        |        |        |
|  |             | Excelsior Moeskroen | 1              |     | KAA Gent              | 1 0         |               |             |  |  |              |              |              |   |  |        |        |        |
|  |             |                     |                |     | KAA Gent              | 1 0         |               |             |  |  |              |              |              |   |  |        |        |        |
|  |             |                     | KRC Genk       | 0 2 |                       |             |               |             |  |  |              |              |              |   |  |        |        |        |
|  |             | KRC Genk            | KRC Genk       | 0 2 | 1                     |             |               |             |  |  |              |              |              |   |  |        |        |        |
|  |             |                     |                |     | 1                     |             |               |             |  |  |              |              |              |   |  |        |        |        |
|  |             | Sporting Lokeren    | 0              |     |                       |             |               |             |  |  |              |              |              |   |  |        |        |        |
|  |             |                     |                |     |                       |             | KRC Genk      | 2 4         |  |  |              |              |              |   |  |        |        |        |
|  |             |                     |                |     |                       |             |               |             |  |  |              |              |              |   |  |        |        |        |
|  |             |                     | Lierse SK (II) | 2 1 |                       |             |               |             |  |  |              |              |              |   |  |        |        |        |
|  |             | RC Mechelen (III)   | Lierse SK (II) | 2 1 | 0                     |             |               |             |  |  |              |              |              |   |  |        |        |        |
|  |             |                     |                |     | 0                     |             |               |             |  |  |              |              |              |   |  |        |        |        |
|  |             | SV Zulte Waregem    | 0              |     |                       |             |               |             |  |  |              |              |              |   |  |        |        |        |
|  |             | SV Zulte Waregem    | 0              |     | Racing Mechelen (III) | 1 0         |               |             |  |  |              |              |              |   |  |        |        |        |
|  |             |                     |                |     | Racing Mechelen (III) | 1 0         |               |             |  |  |              |              |              |   |  |        |        |        |
|  |             |                     | Lierse SK (II) | 0 3 |                       |             |               |             |  |  |              |              |              |   |  |        |        |        |
|  |             | FC Dender EH        | Lierse SK (II) | 0 3 | 2                     |             |               |             |  |  |              |              |              |   |  |        |        |        |
|  |             |                     |                |     | 2                     |             |               |             |  |  |              |              |              |   |  |        |        |        |
|  |             | Lierse SK (II)      | 3              |     |                       |             |               |             |  |  |              |              |              |   |  |        |        |        |
|  |             |                     |                |     |                       |             |               |             |  |  |              |              | KV Mechelen  | 0 |  |        |        |        |
|  |             |                     |                |     |                       |             |               |             |  |  |              |              |              | 0 |  |        |        |        |
|  |             |                     | KRC Genk       | 2   |                       |             |               |             |  |  |              |              |              |   |  |        |        |        |
|  |             | Cercle Brugge       | KRC Genk       | 2   | 2                     |             |               |             |  |  |              |              |              |   |  |        |        |        |
|  |             | Cercle Brugge       |                |     | 2                     |             |               |             |  |  |              |              |              |   |  |        |        |        |
|  |             | SC Charleroi        | 1              |     |                       |             |               |             |  |  |              |              |              |   |  |        |        |        |
|  |             | SC Charleroi        | 1              |     | Cercle Brugge         | 1           |               |             |  |  |              |              |              |   |  |        |        |        |
|  |             |                     |                |     | Cercle Brugge         | 1           |               |             |  |  |              |              |              |   |  |        |        |        |
|  |             |                     | KSV Roeselare  | 0 2 |                       |             |               |             |  |  |              |              |              |   |  |        |        |        |
|  |             | Club Brugge         | KSV Roeselare  | 0 2 | 0                     |             |               |             |  |  |              |              |              |   |  |        |        |        |
|  |             |                     |                |     | 0                     |             |               |             |  |  |              |              |              |   |  |        |        |        |
|  |             | KSV Roeselare       | 1              |     |                       |             |               |             |  |  |              |              |              |   |  |        |        |        |
|  |             |                     |                |     |                       |             | Cercle Brugge | 2 1         |  |  |              |              |              |   |  |        |        |        |
|  |             |                     |                |     |                       |             |               |             |  |  |              |              |              |   |  |        |        |        |
|  |             |                     | KV Mechelen    | 1 2 |                       |             |               |             |  |  |              |              |              |   |  |        |        |        |
|  |             | KV Mechelen         | KV Mechelen    | 1 2 | 2                     |             |               |             |  |  |              |              |              |   |  |        |        |        |
|  |             | KV Mechelen         |                |     | 2                     |             |               |             |  |  |              |              |              |   |  |        |        |        |
|  |             | RSC Anderlecht      | 1              |     |                       |             |               |             |  |  |              |              |              |   |  |        |        |        |
|  |             | RSC Anderlecht      | 1              |     | KV Mechelen           | 1 0         |               |             |  |  |              |              |              |   |  |        |        |        |
|  |             |                     |                |     | KV Mechelen           | 1 0         |               |             |  |  |              |              |              |   |  |        |        |        |
|  |             |                     | KV Kortrijk    | 0   |                       |             |               |             |  |  |              |              |              |   |  |        |        |        |
|  |             | KV Kortrijk         | KV Kortrijk    | 0   | 3                     |             |               |             |  |  |              |              |              |   |  |        |        |        |
|  |             | KV Kortrijk         |                |     | 3                     |             |               |             |  |  |              |              |              |   |  |        |        |        |
|  |             | KVC Westerlo        | 1              |     |                       |             |               |             |  |  |              |              |              |   |  |        |        |        |